# Rüssingen

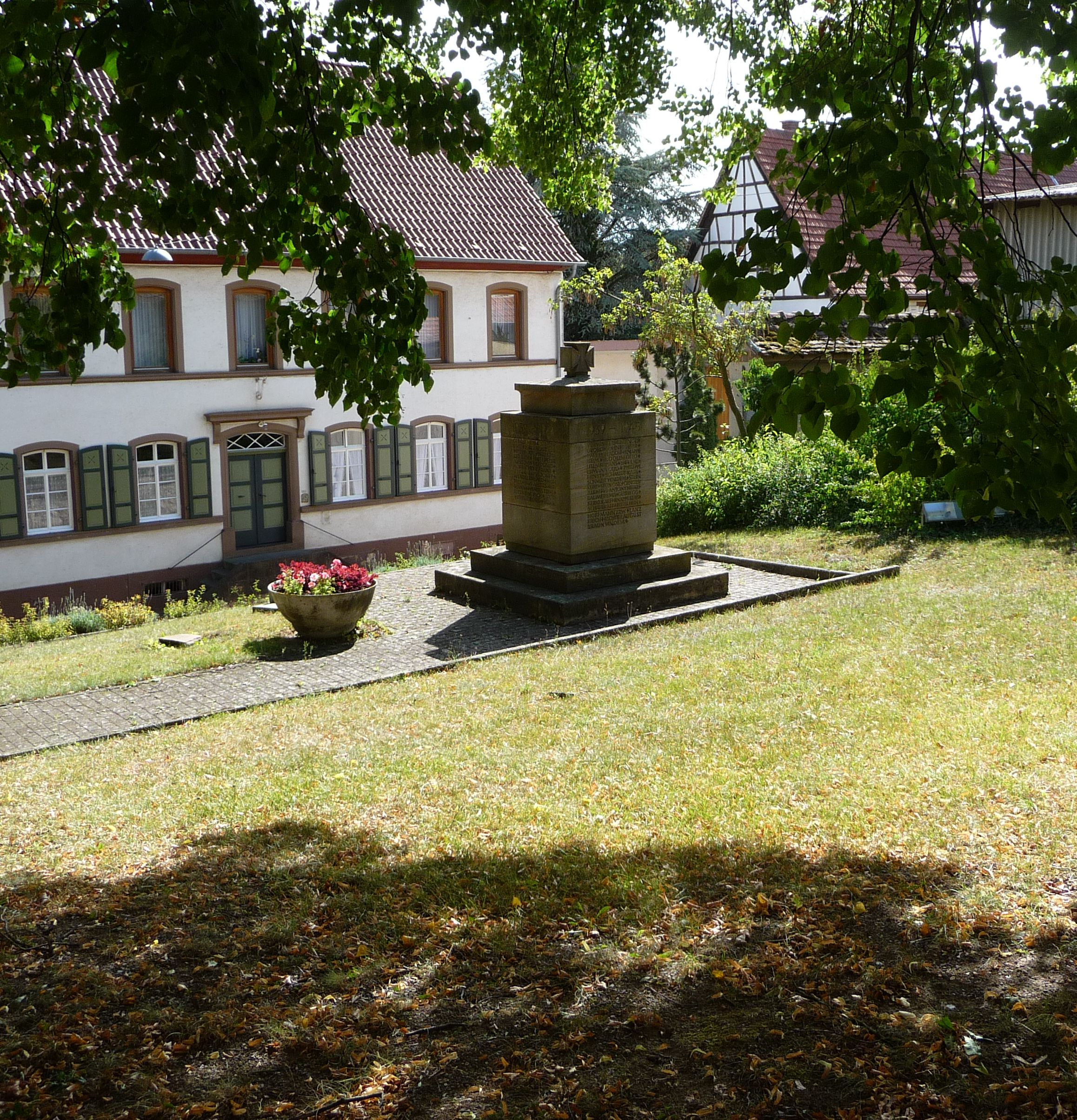
Ortsbild von Rüssingen

Rüssingen (pfälzisch: Rischinge) ist eine Ortsgemeinde im Donnersbergkreis in Rheinland-Pfalz. Sie gehört der Verbandsgemeinde Göllheim an.

## Geographie
Die Gemeinde liegt zwischen Kaiserslautern und Worms im zum Alzeyer Hügelland gehörenden Göllheimer Hügelland. Durchflossen wird sie vom Wiesenbach, einem linksseitigen Zufluss des Ammelbachs.
Nachbargemeinden sind – im Uhrzeigersinn – Albisheim, Immesheim, Ottersheim im Nordosten, südöstlich liegt Biedesheim und im Westen Göllheim sowie Marnheim. 80,5 Prozent der Gemarkungsfläche Rüssingens werden landwirtschaftlich genutzt. Zu Rüssingen gehört zusätzlich der Wohnplatz Lindenhof. Im Nordosten der Gemarkung an der Grenze zu Immesheim und Ottersheim erstreckt sich der 300,3 Meter hohe Zollstock.

## Geschichte
In der Rüssinger Gemarkung aufgedeckte archäologische Funde belegen Siedlungen aus der Jungsteinzeit, aus der älteren Frühbronzezeit und aus der älteren Eisenzeit. Der bekannteste der vor- und frühgeschichtlichen Funde ist das „Rüssinger Pflugschar“ aus Kalkstein.
Die älteste erhaltene Erwähnung von Rüssingen stammt von 773 und findet sich im Lorscher Codex. Für das Ende des 8. Jahrhunderts sind dort mehrere Grundstücksschenkungen an das Kloster Lorsch verzeichnet. Die Bedeutung des Ortsnamens ist nicht sicher zu klären, alternativ wird er als „Platz an dem es viele Rosse gab“ oder „Platz bei den Leuten des Hrusso“ gedeutet. 
In späterer Zeit scheint das Dorf Reichsgut gewesen zu sein und um 1190 war es durch die Grafen von Leiningen an Werner II. von Bolanden verliehen. Rüssingen gelangte dadurch zu den sponheim-dannenfelsischen Besitzungen in der Herrschaft Kirchheim und fiel 1393 an Graf Philipp I. von Nassau. Das Kloster Otterberg war im Ort begütert.
Die geschlossene Außenfront des Dorfes lässt vermuten, dass Rüssingen im Mittelalter befestigt war, was jedoch nicht urkundlich zu belegen ist. Urkundlich nachweisbar war von 1135 bis 1424 ein Niederadelsgeschlecht, die Herren von Rüssingen, im Ort ansässig, die als Lehnsleute in Diensten der Herren von Bolanden standen.
Bis 1574 stand es unter nassau-saarbrückischer Herrschaft, von 1574 bis zur Besetzung des Linken Rheinufers durch französischen Revolutionstruppen unter der Hoheit von Nassau-Weilburg. Von 1798 bis 1814, als die Pfalz Teil der Französischen Republik (bis 1804) und anschließend Teil des Napoleonischen Kaiserreichs war, war Rüssingen in den Kanton Göllheim eingegliedert und unterstand der Mairie Göllheim. 1815 hatte der Ort insgesamt 280 Einwohner. Im selben Jahr wurde er Österreich zugeschlagen. Bereits ein Jahr später wechselte der Ort wie die gesamte Pfalz in das Königreich Bayern. Von 1818 bis 1862 gehörte Rüssingen dem Landkommissariat Kirchheim – später Kirchhheimbolanden an; aus diesem ging das Bezirksamt Kirchhheimbolanden hervor.
Ab 1939 war der Ort Bestandteil des Landkreises Kirchheimbolanden. Nach dem Zweiten Weltkrieg wurde Rüssingen innerhalb der französischen Besatzungszone Teil des damals neu gebildeten Landes Rheinland-Pfalz. Im Zuge der ersten rheinland-pfälzischen Verwaltungsreform wechselte Rüssingen 1969 in den neu gebildeten Donnersbergkreis; drei Jahre später wurde die Gemeinde in die ebenfalls neu entstandene Verbandsgemeinde Göllheim eingegliedert.

## Religion
Seit der Reformation war Rüssingen lutherisch. In der Reunionszeit wurde wieder eine katholische Pfarrei errichtet; nach dem Tod des katholischen Pfarrers 1696 wurde die Stelle nicht wieder neu besetzt. Zunächst noch von Kirchheimbolanden aus betreut wurden die Katholiken schließlich 1707 der neuen Pfarrei in Göllheim zugeteilt. Ungefähr 500 Meter nordwestlich des Dorfes befand sich außerdem einst die Kreuzkapelle.

## Politik

### Gemeinderat
Der Gemeinderat in Rüssingen besteht aus zwölf Ratsmitgliedern, die bei der Kommunalwahl am 9. Juni 2024 in einer personalisierten Verhältniswahl gewählt wurden, und dem ehrenamtlichen Ortsbürgermeister als Vorsitzendem. Vor der Wahl 2019 waren es acht Ratsmitglieder.
Die Sitzverteilung im Gemeinderat:
| Wahl | SPD | GRÜNE | FWG | Gesamt   |
| ---- | --- | ----- | --- | -------- |
| 2024 | –   | 2     | 10  | 12 Sitze |
| 2019 | 3   | 2     | 7   | 12 Sitze |
| 2014 | 2   | 2     | 4   | 8 Sitze  |
| 2009 | 3   | 2     | 3   | 8 Sitze  |
| 2004 | 3   | 1     | 4   | 8 Sitze  |

### Bürgermeister
Ortsbürgermeister ist Steffen Antweiler. Bei der Direktwahl am 26. Mai 2019 wurde er mit einem Stimmenanteil von 83,95 % und am 9. Juni 2024 als einziger Bewerber mit 84,4 % jeweils für weitere fünf Jahre in seinem Amt bestätigt.
Die Bürgermeister seit 1849:
| Amtszeit  | Name               | Geburtsjahr |
| --------- | ------------------ | ----------- |
| 1849–1881 | Georg Bernhard I   | 1805        |
| 1881–1904 | Johann Kleinhanß   |             |
| 1904–1918 | Peter Bernhard I.  |             |
| 1919–1920 | Philipp Janson     | 1854        |
| 1920–1924 | Philipp Wendel I.  |             |
| 1924–1937 | Johannes Schlicher |             |
| 1937–1945 | Gustav Eicher      |             |
| 1945–1946 | Josef Hofmann      |             |
| 1946–1948 | Jakob Ullmer       |             |
| 1948–1989 | Edgar Janson       | 1920        |
| 1989–2009 | Reiner Dedores     | 1936        |
| seit 2009 | Steffen Antweiler  |             |

### Wappen
| Wappen von Rüssingen | Blasonierung: „In Blau ein silbernes springendes lediges Pferd, goldbewehrt, -bemähnt und -beschweift.“ |
| Wappen von Rüssingen | |

## Kultur und Sehenswürdigkeiten

### Kulturdenkmäler

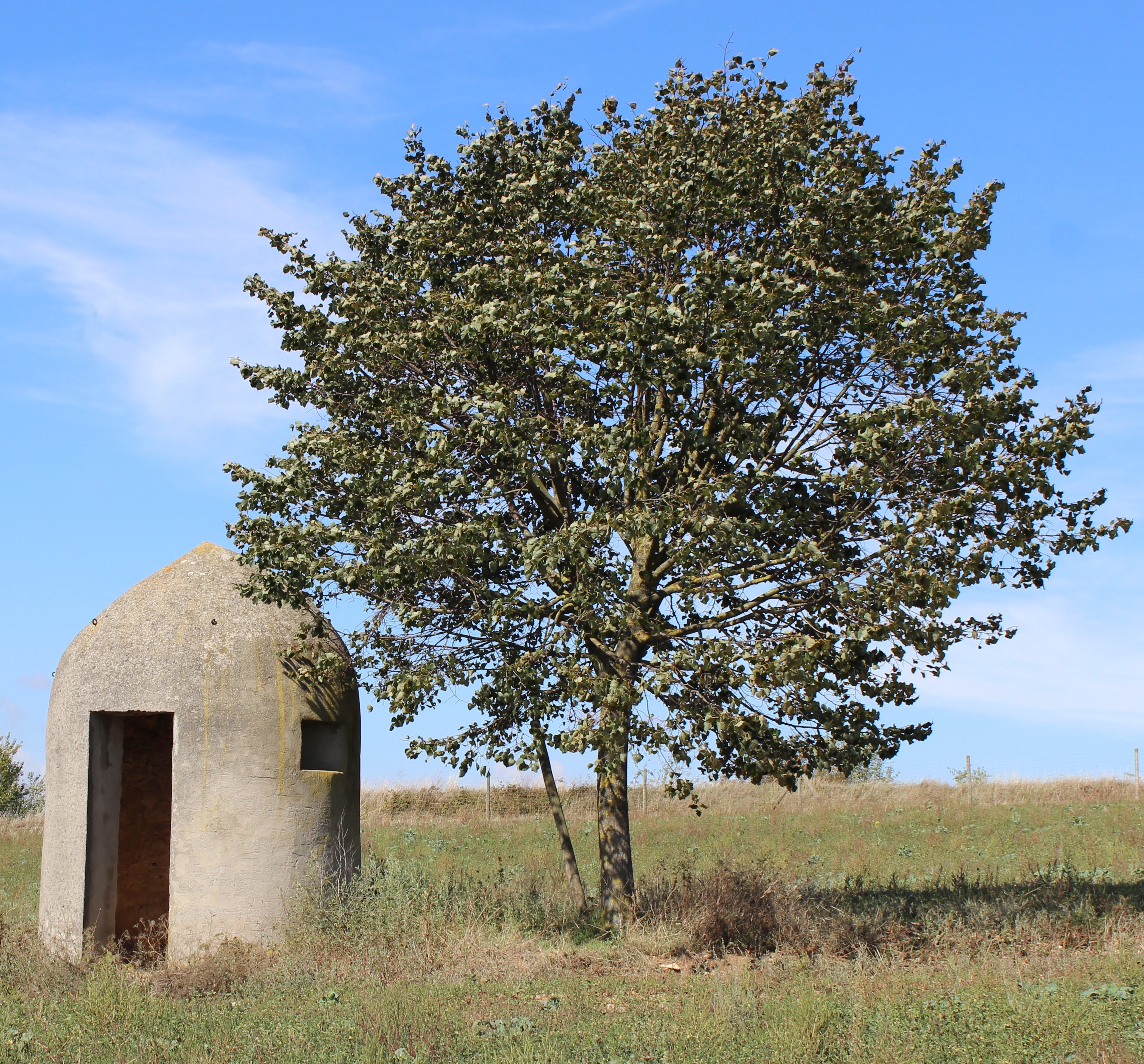
Denkmalgeschütztes Wingertshäuschen

Die Hauptstraße ist als Denkmalzone ausgewiesen. Rüssingen ist wie seine Nachbargemeinden Biedesheim und Ottersheim ein typisches langgestrecktes Straßendorf. Die Hauptstraße zeichnet sich durch nahezu vollständig geschlossene historische Bausubstanz, überwiegend aus dem 18. und 19. Jahrhundert stammender, klassizistischer Hofbauten.
Hinzu kommen insgesamt fünf Einzelobjekte, die unter Denkmalschutz stehen, darunter die Protestantische Kirche.
Annähernd auf halber Strecke zwischen dem Dorf und dem Steinbruch steht außerdem ein für die Gegend untypisches Weinberghäuschen (Wingertshäuschen); solche Bauten finden sich vorwiegend im rheinhessischen Raum. Das aus Kalkstein gemauerte, bienenkorbförmige Häuschen – ähnlich italienischen Trulli – steht mittlerweile inmitten von Feldern, weist jedoch auf die frühere Nutzung als Weinberg, alternativ als „Wingert“ bezeichnet, hin. In den 1980er Jahren wurde es bei Erhaltungsmaßnahmen mit Zement verputzt.

### Natur
Einziges Naturdenkmal vor Ort ist der alte Birnbaum an der Göllheimer Straße. Die Adolphslinde war ein über 700 Jahre alter Lindenbaum nordwestlich des Dorfes, mit einem Stammumfang von 8 m. Der Sage nach lagerte 1298 Adolf von Nassau einen Tag vor der Schlacht am Hasenbühl gegen Albrecht von Österreich bei Rüssingen und brach sich einen Zweig dieses Baumes als Helmzier ab. Galgen und Schindanger lagen im Mittelalter ganz in der Nähe, so liegt die Vermutung nahe, dass es sich bei der Linde um den Gerichtsbaum des Ortes handelte. Der Baum fiel im Oktober 1952 einem Sturm zum Opfer. Heute steht unweit der Stelle eine neugepflanzte Linde. Der Heimatdichter Rudolf Dietz (1863–1942) erwähnt sie in einem seiner Gedichte.

### Vereine
Vor Ort existiert der Fußballverein TuS Rüssingen, der seit 2014 in der Fußball-Verbandsliga Südwest spielt.
Der jüngste Verein ist der „Rischinger Narre-Gaul e. V.“, Fastnachtsverein gegründet im Jahr 1999.

### Regelmäßige Veranstaltungen

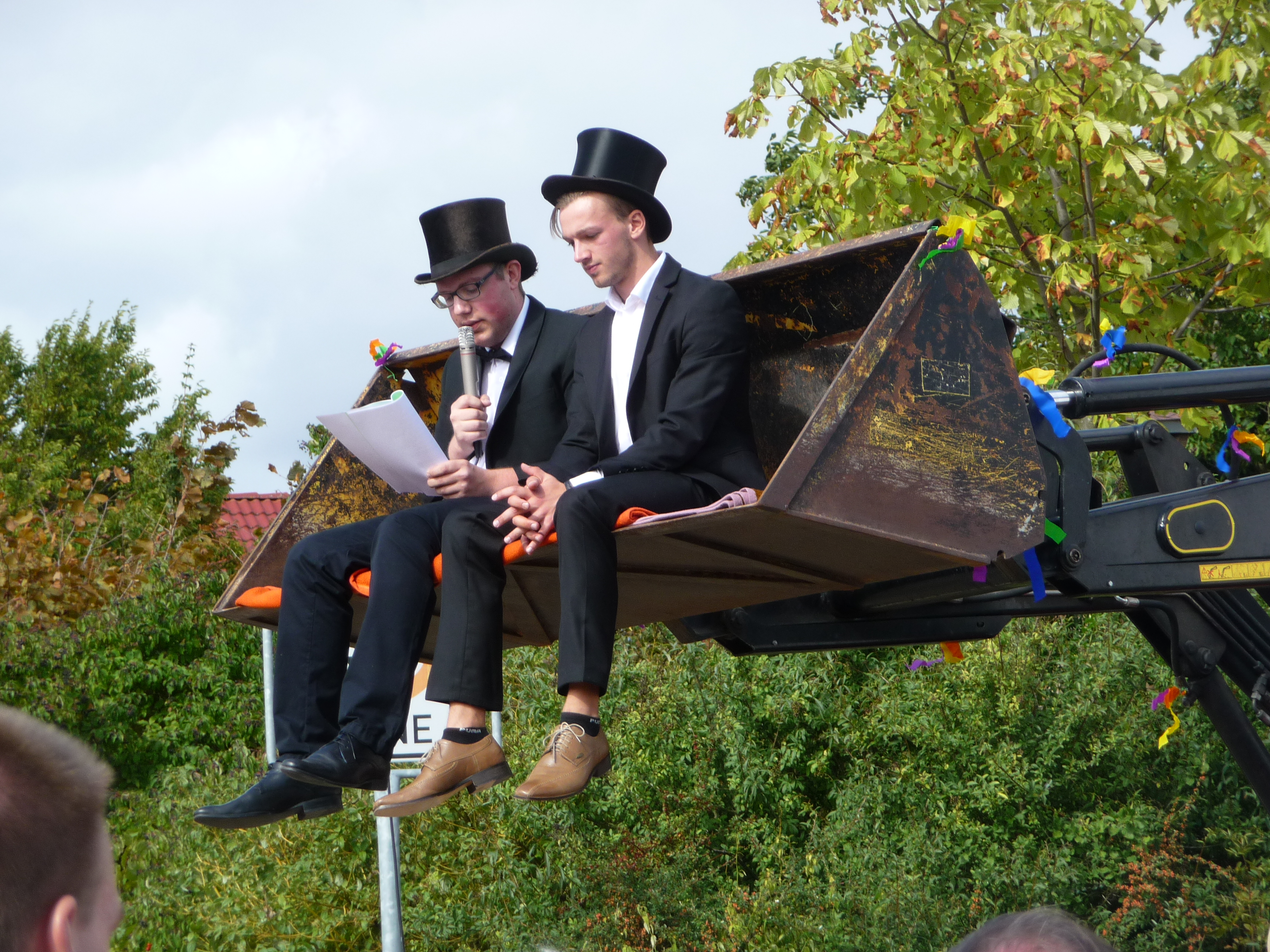
Kerwe (Kirchweih): zwei Kerweborsch beim Verlesen der Kerwerede

- Dorffest am dritten Wochenende im Juni
- Kerwe am ersten Wochenende im September
- „Gaulssteigwanderung“ im Oktober
- Nikolausmarkt am zweiten Adventswochenende

Zudem findet jährlich an Sonntag Laetare der Stabaus statt, der von der Kerwejugend veranstaltet wird.

## Wirtschaft und Infrastruktur

### Wirtschaft
Rüssingen gehört zum Weinanbaugebiet Pfalz. Vor Ort befindet sich die Einzellage Breinsberg (11,77 ha), die zur Großlage Schnepfenflug vom Zellertal gehört.
Ungefähr 500 Meter nördlich des Dorfes liegt der nicht zu übersehende Steinbruch der Firma Dyckerhoff. Seit den 1960er Jahren wird hier Kalkstein für die Zementgewinnung abgebaut. Der mächtige Steinbruch, mit seiner markanten gelb-weißen Silhouette, kennzeichnet schon von fern das Dorf und ist mittlerweile zu einem Rückzugsgebiet für Wildtiere geworden.

### Verkehr
Durch Rüssingen verläuft die Kreisstraße 69, die eine Verbindung mit Ottersheim und Göllheim herstellt. Von dieser zweigt vor Ort die Kreisstraße 70 nach Biedesheim ab. Über die von Mainz nach Kaiserslautern verlaufende A 63 im Westen besteht Anschluss an den Fernverkehr.
An den öffentlichen Nahverkehr ist Rüssingen durch die VRN-Buslinie 904 angeschlossen, die den Ort mit Kirchheimbolanden, Göllheim und Eisenberg verbindet. Der nächstgelegene Bahnhof befindet sich in Albisheim an der Zellertalbahn, diese wird jedoch nicht regelmäßig im Personenverkehr bedient.

## Persönlichkeiten

### Ehrenbürger
- Walter Schaefer, ernannt 2019

### Personen, die vor Ort gewirkt haben
- Albert Lauermann, Bildhauer, Gründer der Stuckfabrik Albert Lauermann, stammte aus Rüssingen
- Mario Basler (* 1968), Fußballspieler, spielte von 2013 bis 2016 sporadisch für den TuS Rüssingen
- Lisett Stuppy (* 1988), Politikerin (Bündnis 90/Die Grünen), lebt in Rüssingen